# Oliveira do Conde
Oliveira do Conde es una freguesia portuguesa del concelho de Carregal do Sal, con 33,47 km² de superficie y 3.313 habitantes (2001). Su densidad de población es de 99,0 hab/km².